# Лоренц-ковариантность
Ло́ренц-ковариа́нтность — свойство систем математических уравнений, описывающих физические законы, сохранять свой вид при применении преобразований Лоренца. Более точно, всякий физический закон должен представляться релятивистски инвариантной системой уравнений, то есть инвариантной относительно полной ортохронной неоднородной группы Лоренца. Принято считать, что этим свойством должны обладать все физические законы, и экспериментальных отклонений от него не обнаружено.

## Терминология
Лоренц-инвариантность и релятивистская инвариантность — синонимы. Функция Лагранжа, из которой получаются уравнения поля, должна быть инвариантна относительно полной группы Лоренца. В это понятие включают преобразования Лоренца и трансляции по всем четырём осям.

### Лоренц-ковариантность физических законов
Лоренц-ковариантность физических законов — конкретизация принципа относительности (то есть постулируемого требования независимости результатов физических экспериментов и записи уравнений от выбора конкретной системы отсчёта). Исторически эта концепция стала ведущей при включении в сферу действия принципа относительности (раньше формулировавшегося с применением не преобразования Лоренца, а преобразования Галилея) максвелловской электродинамики, уже тогда лоренц-ковариантную и не имевшую видимых возможностей переделки для ковариантности относительно преобразований Галилея, что привело к распространению требования лоренц-ковариантности и на механику и вследствие этого к изменению последней.
Преобразования Лоренца удобно рассматривать как вращения и специальные преобразования в четырёхмерном пространстве и использовать для их описания векторный и тензорный анализ. Благодаря этому запись систем математических уравнений, описывающих законы природы, в векторной и тензорной форме, позволяет сразу же определить их лоренц-ковариантность, не выполняя преобразование Лоренца.

### «Ковариантность» vs «инвариантность»
В последнее время наметилось вытеснение термина лоренц-ковариантность термином лоренц-инвариантность, который всё чаще применяется равно и к законам (уравнениям), и к величинам . Трудно сказать, является ли это уже нормой языка или всё же, скорее, некоторой вольностью употребления. Однако в более старой литературе[какой?] имелась тенденция строгого разграничения этих терминов: первый (ковариантность) употреблялся по отношению к уравнениям и многокомпонентным величинам (представлениям тензоров, в том числе векторов, и самим тензорам, так как часто не проводилось терминологической грани между тензором и набором его компонент), подразумевая согласованное изменение компонент всех входящих в равенства величин или просто согласованное друг с другом изменение компонент разных тензоров (векторов); второй же (инвариантность) применялся, как более частный, к скалярам (также к скалярным выражениям), подразумевая простую неизменность величины.

## Примеры
Ниже используется сигнатура метрического тензора пространства Минковского η = diag(+1, −1, −1, −1). Иногда в литературе используется другой выбор знаков, см. Метрика Лоренца.

### Скаляры
Синонимом слов лоренц-инвариантная величина в 4-мерном пространственно-временном формализме является термин скаляр, который для полной конкретизации подразумеваемого контекста иногда называют лоренц-инвариантным скаляром.
- Скорость света в вакууме.

- Интервал:

{\displaystyle \Delta s^{2}=\eta _{ab}x^{a}x^{b}=c^{2}\Delta t^{2}-\Delta x^{2}-\Delta y^{2}-\Delta z^{2}.\ }
- Собственное время (для времениподобных интервалов):

при равномерном движении:
{\displaystyle \Delta \tau ={\sqrt {\frac {\Delta s^{2}}{c^{2}}}},\,\Delta s^{2}>0.}
в общем случае:
{\displaystyle \Delta \tau =\int d\tau ={\frac {1}{c}}\int {\sqrt {(ds)^{2}}}=\int {\sqrt {1-{\frac {v^{2}}{c^{2}}}}}dt,\ \ } где {\displaystyle v} — величина трёхмерной скорости, причём подразумевается, что всюду {\displaystyle (ds)^{2}>0,v<c.}
- Собственная длина (для пространственноподобных интервалов):

{\displaystyle L={\sqrt {-\Delta s^{2}}},\,\Delta s^{2}<0.}
- Действие для массивной бесструктурной точечной частицы массой m:

{\displaystyle S=mc^{2}\Delta \tau =mc\int {\sqrt {(ds)^{2}}}=mc^{2}\int {\sqrt {1-{\frac {v^{2}}{c^{2}}}}}dt.}
- Инвариантная масса m:

{\displaystyle m^{2}c^{2}=\eta _{ab}p^{a}p^{b}={\frac {E^{2}}{c^{2}}}-p_{x}^{2}-p_{y}^{2}-p_{z}^{2}.}
- Электромагнитные инварианты (из теории Максвелла):

{\displaystyle F_{ab}F^{ab}=\ 2\left(B^{2}-{\frac {E^{2}}{c^{2}}}\right),}
{\displaystyle G_{cd}F^{cd}={\frac {1}{2}}\epsilon _{abcd}F^{ab}F^{cd}=-{\frac {4}{c}}\left({\vec {B}}\cdot {\vec {E}}\right).}
- Оператор Д’Аламбера (4-мерный волновой оператор):

{\displaystyle \Box =\eta ^{\mu \nu }\partial _{\mu }\partial _{\nu }={\frac {1}{c^{2}}}{\frac {\partial ^{2}}{\partial t^{2}}}-{\frac {\partial ^{2}}{\partial x^{2}}}-{\frac {\partial ^{2}}{\partial y^{2}}}-{\frac {\partial ^{2}}{\partial z^{2}}}}
(при данном выборе сигнатуры метрики Минковского η приведённый вид оператора совпадает с традиционным определением оператора Д’Аламбера с точностью до знака).
- Электрический заряд
- Постоянная Планка
- Энтропия
- Постоянная Больцмана
- Фаза электромагнитной волны

### 4-векторы
- Координаты события (радиус-вектор):

{\displaystyle x^{a}=(ct,x,y,z).\ }
- Оператор 4-градиента:

{\displaystyle \partial _{a}=\left({\frac {\partial _{t}}{c}},-{\vec {\nabla }}\right)=\left({\frac {1}{c}}{\frac {\partial }{\partial t}},{\frac {\partial }{\partial x}},{\frac {\partial }{\partial y}},{\frac {\partial }{\partial z}}\right).}
- 4-скорость:

{\displaystyle U^{a}={\frac {dx^{a}}{cd\tau }}={\frac {1}{c{\sqrt {1-v^{2}/c^{2}}}}}\left(c,v_{x},v_{y},v_{z}\right),}
где {\displaystyle v_{x}={\frac {dx}{dt}},v_{y}={\frac {dy}{dt}},v_{z}={\frac {dz}{dt}},v={\sqrt {v_{x}^{2}+v_{y}^{2}+v_{z}^{2}}}.}
- 4-импульс:

{\displaystyle p^{a}=mU^{a}=\left({\frac {E}{c}},p_{x},p_{y},p_{z}\right),}
где m — масса покоя (инвариантная масса, или просто масса — терминологические эквиваленты).
- 4-ток:

{\displaystyle j^{a}=(c\rho ,j_{x},j_{y},j_{z})=\left(c\rho ,{\vec {j}}\right),\ }
где ρ — скалярная плотность заряда, {\displaystyle {\vec {j}}=\rho {\vec {U}}} — 3-вектор плотности тока, {\displaystyle {\vec {U}}} — 3-вектор скорости зарядов.

### Тензоры
- Символ Кронекера:

{\displaystyle \delta _{b}^{a}={\begin{cases}1,&{\mbox{если }}a=b,\\0,&{\mbox{если }}a\neq b.\end{cases}}}
- Метрический тензор Минковского (метрика Лоренца):

{\displaystyle \eta _{ab}=\eta ^{ab}={\begin{cases}1,&{\mbox{если }}a=b=0,\\-1,&{\mbox{если }}a=b=1,2,3,\\0,&{\mbox{если }}a\neq b.\end{cases}}}
- Абсолютно антисимметричный единичный тензор (символ Леви-Чивиты):

{\displaystyle \epsilon _{abcd}=-\epsilon ^{abcd}={\begin{cases}+1,&{\mbox{если }}\{abcd\}{\mbox{ является чётной перестановкой  }}\{0123\},\\-1,&{\mbox{если }}\{abcd\}{\mbox{ является нечётной перестановкой  }}\{0123\},\\0&{\mbox{во всех прочих случаях.}}\end{cases}}}
- Тензор электромагнитного поля:

{\displaystyle F_{ab}={\begin{bmatrix}0&E_{x}/c&E_{y}/c&E_{z}/c\\-E_{x}/c&0&-B_{z}&B_{y}\\-E_{y}/c&B_{z}&0&-B_{x}\\-E_{z}/c&-B_{y}&B_{x}&0\end{bmatrix}}}
и дуальный ему тензор:
{\displaystyle G_{cd}={\frac {1}{2}}\epsilon _{abcd}F^{ab}={\begin{bmatrix}0&B_{x}&B_{y}&B_{z}\\-B_{x}&0&-E_{z}/c&E_{y}/c\\-B_{y}&E_{z}/c&0&-E_{x}/c\\-B_{z}&-E_{y}/c&E_{x}/c&0\end{bmatrix}}.}